# 寺田桜子
寺田 桜子（てらだ さくらこ、1984年5月17日 - ）は、北海道空知郡南富良野町出身の日本の女性カーリング元選手で、社団法人日本カーリング協会(JCA)の強化指定選手だった。北海道旭川北高等学校、青森公立大学卒業。身長162cm、体重57kg。血液型B型。右利き。趣味はバレーボール、サイクリング、水泳、ショッピング、料理、ドライブ、ダンス。2006年トリノ冬季オリンピックカーリング競技女子日本代表。現在、札幌カーリング協会事務局次長。

## 来歴
- 小学校4年生の時に釧路市から南富良野町に移住。
- 転校先の同級生、目黒萌絵に誘われてカーリングを始めた。
- スキップである目黒と、その姉2人の目黒3姉妹が中心となるチーム「空知こざくら」にて練習を重ねた。

2000年
- 1月、第8回日本ジュニアカーリング選手権優勝。
- 3月、第13回世界ジュニアカーリング選手権（英語版）に出場。最終順位は5位。

2001年
- 1月、第9回日本ジュニアカーリング選手権優勝。
- 3月、 第14回世界ジュニアカーリング選手権（英語版）に出場。最終順位は4位。

2002年
- 2月、第19回日本カーリング選手権に出場。ソルトレーク冬季五輪日本代表チーム「シムソンズ」と予選リーグ（総当たり戦）で対戦し勝利。「シムソンズ」に予選リーグで唯一の黒星を与えた。（その後3位決定戦で再度対戦したが、その試合では敗れて、最終順位は4位）。
- 高校卒業後の進路を決める時期に、青森市で2006年トリノ冬季オリンピック出場を目指し臨時職員として働いていた元「シムソンズ」の小野寺歩（現姓：小笠原）から誘いを受け、青森県内の大学への進学を決断。

2003年
- 青森公立大学を受験、合格。
- 4月、小野寺と、その同僚であり元「シムソンズ」の林弓枝、寺田と同じく小野寺からの誘いを受けて弘前大学に入学した目黒萌絵を加えた4名で「フォルティウス」（後の「チーム青森」）を結成[1]。

2004年
- 2月、第21回日本カーリング選手権優勝。同年11月開催の第14回パシフィックカーリング選手権への出場権を獲得。
- 3月、日本代表候補強化合宿兼選考会にて優勝。なお、当時のチーム名は日本カーリング協会の規約改正に伴い「チーム目黒」を用いていた。
- 11月、第14回パシフィックカーリング選手権優勝。2005年開催の第27回世界女子カーリング選手権大会への出場権を獲得した。この時点で日本カーリング協会は「チーム目黒」を2006年トリノ冬季オリンピックカーリング競技女子日本代表の最有力候補と目しており、翌年開催の第22回日本カーリング選手権に優勝し、かつ前述の世界選手権において日本の五輪カーリング競技（女子）出場権獲得が達成された場合、同チームをトリノ五輪代表に決定する方針を表明していた[2]。

2005年
- 2月、第22回日本カーリング選手権出場。最終順位は2位。
- 第22回日本カーリング選手権における「チーム長野」との対戦成績（予選および決勝トーナメントとも敗戦）を鑑みた日本カーリング協会の協議により、「チーム青森」と「チーム長野」による代表選考試合の開催が決定[3]。トリノ五輪日本代表の内定が事実上取り消された。
- 3月、第27回世界女子カーリング選手権（英語版）出場。最終順位は9位。（2003～05年までの同選手権における国別ポイントの累積により）トリノ冬季オリンピックカーリング競技における日本女子チームの出場権を獲得した。
- 11月23日、トリノオリンピック女子カーリング日本代表決定戦に出場。選考試合は2試合行なわれ、国際試合などでの実績に勝る「チーム青森」は「1勝」、それに対し「チーム長野」は「2勝」をあげることが代表権獲得の条件としてそれぞれ課せられていたが、「チーム青森」が1戦目で勝利。トリノオリンピック代表に決定した。

2006年
- 2月、冬季トリノオリンピックカーリング競技女子出場。1次リーグではアメリカ戦とノルウェー戦にリードとして2試合に出場。（それ以外の試合はリザーブとして登録。）最終順位は7位。
- 3月、第23回日本カーリング選手権に出場し、優勝。なお、この大会を最後に小野寺歩、林弓枝の両名が競技の第一線から一時退くことを表明し、チームから離脱した[4]。
- 5月、長野県カーリング協会所属の「GALLOP（ギャロップ）」より、山浦麻葉を「チーム青森」に迎え入れた[5]。 ポジションは引き続きリードを担当し、主将を兼任。
- 11月、第16回パシフィックカーリング選手権に出場。最終順位は3位。
- 12月17日、2007年世界女子カーリング選手権大会日本代表チーム選考会出場。「全5戦中3勝したチームが代表権を得る」という条件の下、3勝2敗で代表権を獲得。

2007年
- 1月、2007年冬季ユニバーシアード（トリノ）に出場。最終順位は3位。日本選手団の旗手を務めた。
- 9月、体調不良を理由として、同年11月末まで休養に入る意向を発表[6]。
- 12月、チーム青森を離脱し、競技の一線を離れることを表明[7]。

## チーム

### 4人制女子
| シーズン | スキップ | サード   | セカンド | リード   | リザーブ   | 主な大会                 |
| -------- | -------- | -------- | -------- | -------- | ---------- | ------------------------ |
| 1999-00  | 目黒萌絵 | 寺田桜子 | 目黒摩耶 | 目黒未樹 | 村上由加   | WJCC 2000                |
| 2000-01  | 目黒萌絵 | 寺田桜子 | 目黒摩耶 | 目黒未樹 | 村上由加   | WJCC 2001                |
| 2001-02  | 目黒萌絵 | 寺田桜子 | 目黒摩耶 | 目黒未樹 | 加藤ゆかり | JCC 2002                 |
| 2003-04  | 目黒萌絵 | 林弓枝   | 小野寺歩 | 寺田桜子 |            | JCC 2004                 |
| 2004-05  | 林弓枝   | 小野寺歩 | 寺田桜子 | 目黒萌絵 | 本橋麻里   | PCC 2004                 |
| 2005-06  | 小野寺歩 | 林弓枝   | 本橋麻里 | 目黒萌絵 | 寺田桜子   | OG 2006                  |
| 2006-07  | 目黒萌絵 | 本橋麻里 | 山浦麻葉 | 寺田桜子 | 余湖明日香 | PCC 2006, WUG, WWCC 2007 |

## 主な成績

### 空知こざくら
2000年
- 第8回日本カーリングジュニア選手権：優勝
- 第13回世界ジュニアカーリング選手権：5位

2001年
- 第9回日本カーリングジュニア選手権：優勝
- 第14回世界ジュニアカーリング選手権：4位

2002年
- 第21回北海道選手権（常呂町カーリングホール）：優勝
- 第19回日本カーリング選手権：4位

### フォルティウス～チーム目黒～青森県協会～チーム青森
2003年
- 第21回日本カーリング選手権：優勝（フォルティウス）

2004年
- 第14回パシフィックカーリング選手権：優勝

2005年
- 軽井沢国際カーリング競技大会2005：優勝
- 第22回日本カーリング選手権：2位（青森県協会）
- 第27回世界カーリング選手権大会（女子）：9位

2006年
- トリノオリンピックカーリング日本代表選考会：第1戦で「チーム長野」に勝利、同五輪日本代表決定（チーム青森）
- 2006年冬季トリノオリンピックカーリング競技女子：7位
- 第23回カーリング日本選手権（青森）：優勝（チーム青森）
- 第16回パシフィックカーリング選手権：3位
- 2007年世界女子カーリング選手権大会日本代表チーム選考会：「チーム長野」に勝利、同世界選手権日本代表内定（チーム青森）

2007年
- 2007年冬季ユニバーシアードトリノ大会カーリング競技女子：3位
- 軽井沢国際カーリング選手権大会2007：3位
- 第24回日本カーリング選手権：優勝（チーム青森）
- 第29回世界カーリング選手権大会（女子）：8位

## その他
- ジュニア時代に所属していたチーム「空知こざくら」のチーム名は、北海道空知地方の川辺の岸壁に咲く小花「ソラチコザクラ - ウェイバックマシン（2015年6月5日アーカイブ分）」に由来する。
- 中学卒業後、 北海道旭川北高等学校に進学していたが、週末になると自動車で3時間かかる距離を南富良野まで戻り練習していた。